# Адам Цьолкош
Адам Вітольд Марія Ціолкош (пол. Adam Witold Maria Ciołkosz, 5 січня 1902, Краків — 1 жовтня 1978, Лондон) — польський розвідник, солдат, публіцист і політик, один з найбільш впливових лідерів Польської соціалістичної партії.

## Життєпис
Адам народився 5 січня 1901 у польському Кракові, у родині польських патріотів. Батько його матері брав участь у Січневому повстанні.
1903 родина переїхала до м. Тарнів, де Адам вчився в гімназії, цього часу молодий Цьолкош починає контакти з харцерством, стає членом ІІ скаутського загону ім. Завіші Чорного, згодом створює перший харцерський загін у Закопаному.
Після навчання у гімназії вступає до Ягеллонський університет на правничий факультет, на початку Першої світової війни живе з родиною у Відні, Адам був один зі співзасновників харцерського загону ім. Яна Собеського.
У вересні 1918-го зі старшими харцерами засновує Національну допомогу, у жовтні разом з Польською військовою організацією бере участь у роззброєнні загонів і постів австрійського війська в Тарнові. Адам також брав участь у боях за Львів у листопаді 1918 року.
1919-го бере участь у розаитку харцерства на Вармії і Мазурах, працює комендантом Головної комендатури харцерської організації. Бере участь в польсько-більшовицькій війні 1920 року, у боях за Вільнюс, Гродно і Варшаву.
1921 року бере участь у ІІІ Сілезькому повстанні, а також у боях за гору св. Анни.
Після війни продовжив навчання в Ягеллонському університеті і вступив до Краківської школи політичних наук. 1921 року вступив до Польської соціалістичної партії. Був членом наукової секції партії і організації Незалежної соціалістичної молоді, співзасновник Вільного харцерства (1921).
1928 року обирається депутатом польського Сейму, на виборах 1930 року також пройшов до сейму, але список його партії оголосили недійсним. За виступи проти санації цього ж року Адама було заарештовано. 1932 року його засудили на три роки у в'язницях Кракова, Тарнова, Вісьніча. 
1931—1939 — член Головної ради і Центрального виконавчого комітету Польської соціалістичної партії (ПСП).
З початком Другої світової війни разом з родиною через Румунію емігрував до Парижу, згодом — до Лондона. Там працював секретарем Закордонного комітету ПСП. З 1940 року був членом Національної ради, а 1941 року став членом Комітету міністрів у справах Польщі.
Після війни не повернуся залишився у Лондоні, виступав за вихід Польщі з сфери впливу СРСР.
1947—1957 — голова ПСП у Великій Британії.
1959 — став головою Центральної ради ПСП, проте 1960-го був виключений з ПСП. З 1964-го знову стає головою партії, 1967 року Цьолкоша обрали головою Центрального комітету партії.
1949—1954 — член Політичної ради, а з 1954 — член Екзекутиви національної єдності (1956—1959, 1963—1966 обирався її головою).
Адам — представник польської еміграції в «Об'єднанні поневолених народів Європи» (ACEN), писав суспільно-політичну публіцистику та історичну прозу.
1950—1959 — редактор журналу «Робітник».
1966 — за ініціативи Адама проведено Світовий з'їзд Польщі, що воює.
Помер 1 жовтня 1978 року у Лондоні.